# Daniel Lovinho
Daniel Lovinho (født 9. januar 1989) er en brasiliansk fodboldspiller.